# Политбюро на ЦК на КПСС
Политбюро на ЦК на КПСС (или само Политбюро) е орган на ЦК на КПСС, в който влизат най-влиятелните членове на ЦК, определящи политиката на партията и на цялата държава, доколкото КПСС е управляващата единствена партия в страната. Членовете на Политбюро реално представляват висши длъжностни лица на СССР, въпреки че формално не заемат държавни постове.
За първи път Политбюро е създадено начело с Ленин на 10 (23) октомври 1917, веднага след Октомврийската революция, и включва Сталин, Лев Троцки, Григорий Зиновиев, Лев Борисович Каменев и Андрей Бубнов. След 1919 г. то се превръща в реалния център на властта в СССР. Названието „Политбюро“ е от 1966 г. До 1952 г. партията се нарича РКП (б) и ВКП (б), а от 1952 до 1966 Политбюро (в разширен състав в сравнение с предишни периоди) се нарича „Президиум на ЦК на КПСС“.
Формално Политбюро се избира на пленумите на ЦК на КПСС, но на практика то се избира задкулисно след конгресите на КПСС. В състава на Политбюро на ЦК на КПСС влизат пълноправните членове на Политбюро, и (до 1990 г.) без право на глас кандидат-членове и секретарите на ЦК на КПСС. Общият състав с годините постепенно се увеличава - от 10 (през 1920-те години) до 25 (през 1970-те години) членове. Обикновено в състава на Политбюро на ЦК на КПСС влизат:
- генералният секретар на ЦК на КПСС
- президентът на СССР (в периода 1990-1991)
- председателят на Съвета на министрите на СССР
- председателят на Президиума на Върховния съвет на СССР и на РСФСР
- първите секретари на комунистическите партии на Украйна и Беларус
- първите секретари на Московския и Ленинградския градски комитети на КПСС
- (от 1973) председателите на КГБ, министрите на външните работи и на отбраната.

Рекордите по продължително/кратко членство в Политбюро принадлежат на двама маршали на Съветския съюз – най-продължителното членство в Политбюро (Президиума) е на Климент Ворошилов (34 години и половина), а най-кратко - Георгий Жуков (120 дни).